# Amplitudine
În fizică și în tehnică la studiul oscilațiilor, amplitudinea  este un număr scalar pozitiv ce reprezintă jumătatea dintre valorile (măsurate) maximă și minimă atinse de o mărime sinusoidală alternativă simetrică. Pentru mărimi alternative asimetrice se folosește amplitudinea totală, adică diferența dintre valorile maximă și minimă atinse. În meteorologie se folosește mai ales amplitudinea totală.
În mecanica cuantică, termenul amplitudinea probabilității este un vector compus dintr-un modul și dintr-o fază, care poate fi reprezentată printr-un număr complex (două coordonate). Pătratul modulului acestei amplitudini este asimilabil - în versiune simplificată -  unei probabilități de detecție a particulei într-un loc dat.

## Semiamplitudine
Semiamplitudinea este cea mai utilizată măsură a oscilației orbitale în astronomie, iar măsurarea semiamplitudinilor micilor viteze radiale ale stelelor din apropiere este importantă în căutarea exoplanetelor (vezi spectroscopie Doppler).
În astronomie, semiamplitudinea curbei vitezei radiale este dată de:
{\displaystyle K=\left({\frac {2\pi G}{P}}\right)^{\frac {1}{3}}\;{\frac {M_{p}\sin i}{{\left(M_{\star }+M_{\mathrm {p} }\right)}^{\frac {2}{3}}}}\;{\frac {1}{{\left({1-e^{2}}\right)}^{\frac {1}{2}}}}},
unde:
- {\displaystyle M_{\star }} este masa stelei;
- {\displaystyle M_{\mathrm {p} }} este masa planetei;
- {\displaystyle P} este perioada orbitală;
- {\displaystyle i} este înclinația (unghiul dintre normala[1] la planul orbital și linia de vizare) ;
- {\displaystyle e} este excentricitatea.